# Miguel Melgar
Miguel Melgar Rodríguez (Madrid, España, 12 de mayo de 1972) es un exfutbolista español que se desempeñaba como centrocampista. Empezó su carrera como director deportivo en el Real Club Deportivo Carabanchel (2008-12), para fichar posteriormente por su exequpio, el Club Deportivo Leganés en Segunda B de 2012 a 2013, y actualmente es director deportivo del Club de Fútbol Fuenlabrada desde 2016. También es agente de futbolistas.

## Clubes
| Club                      | País   | Año       |
| ------------------------- | ------ | --------- |
| Rayo Vallecano            | España | 1991-1992 |
| Club de Fútbol Valdepeñas | España | 1992-1993 |
| Hércules C. F.            | España | 1993-1995 |
| C. D. Leganés             | España | 1995-1997 |
| Real Jaén C. F.           | España | 1997-1998 |
| Albacete Balompié         | España | 1998-2000 |
| Córdoba C. F.             | España | 2000-2001 |
| Elche C. F.               | España | 2001-2003 |
| C. D. Castellón           | España | 2003      |
| C. D. Leganés             | España | 2004-2005 |
| A. D. Alcorcón            | España | 2005-2007 |